# Sous-suite
En mathématiques, une sous-suite (ou une suite extraite) est une suite obtenue en ne prenant que certains éléments (une infinité) d'une suite de départ. Cette opération est parfois appelée extraction. 
Formellement, une suite est une application définie sur l'ensemble {\displaystyle \mathbb {N} } des entiers naturels. On la note classiquement {\displaystyle (u_{n})_{n\in \mathbb {N} }}. Une sous-suite ou suite extraite est la composée de u par une application strictement croissante {\displaystyle \varphi :\mathbb {N} \rightarrow \mathbb {N} }.
Elle s'écrit donc sous la forme {\displaystyle (u_{\varphi (n)})_{n\in \mathbb {N} }}. Dans ce contexte, l'application {\displaystyle \varphi } est appelée extractrice.

## Propriétés
- La relation « être une sous-suite de » est réflexive et transitive (il s'agit d'un préordre).
- Toute suite à valeurs dans {\displaystyle \mathbb {R} } (ou tout ensemble totalement ordonné) admet une sous-suite monotone (au sens large).

On en déduit, avec le théorème de la limite monotone, que toute suite de réels bornée admet une sous-suite convergente (cf. théorème de Bolzano-Weierstrass).
- Soit {\displaystyle (u_{n})_{n\in \mathbb {N} }} une suite d'éléments d'un espace topologique {\displaystyle X} qui converge vers {\displaystyle \ell }, alors toute suite extraite de {\displaystyle (u_{n})_{n\in \mathbb {N} }} converge vers {\displaystyle \ell } ; par contraposition, lorsque {\displaystyle X} est séparé[5] , si deux suites extraites de {\displaystyle (u_{n})_{n\in \mathbb {N} }} ont des limites différentes, alors la suite {\displaystyle (u_{n})_{n\in \mathbb {N} }} diverge.
- Les limites des sous-suites convergentes d'une suite {\displaystyle (u_{n})_{n\in \mathbb {N} }} d'un espace topologique {\displaystyle X} sont des valeurs d'adhérence de la suite {\displaystyle (u_{n})_{n\in \mathbb {N} }}. Si {\displaystyle X} est métrisable, ou plus généralement à bases dénombrables de voisinages, la réciproque est vraie : toute valeur d'adhérence d'une suite est limite d'une de ses sous-suites.